# Produção biológica de hidrogénio
A produção biológica de hidrogénio é um método de obtenção de hidrogénio (H2) através de processos biológicos, normalmente através de algas. Num bio-reactor de algas, os parâmetros são controlados para que na fotossíntese seja potenciada a produção de hidrogénio, retirando-o da água. Trata-se pois de um mecanismo de hidrólise, onde interessa optimizar a quantidade final de hidrogénio livre.
Para além das utilização das algas, é ainda possível usar em reactores bactérias, que decompondo matéria orgânica biodegradável em condições controladas, libertem H2.